# Аллокатор
Аллокатор (англ. Allocator) или распределитель памяти в языке программирования C++ — специализированный класс, реализующий и инкапсулирующий малозначимые (с прикладной точки зрения) детали распределения и освобождения ресурсов компьютерной памяти.

## Описание
Все классы стандартной библиотеки шаблонов STL управляют памятью с помощью встроенных аллокаторов. Явное задание аллокатора не является обязательным требованием классов-контейнеров библиотеки, однако их можно передавать в конструкторы в качестве параметров шаблона. Причиной внедрения в библиотеку STL механизма аллокаторов стала необходимость абстрагироваться при проектировании шаблонов от ограничений модели памяти вычислительной техники.
В дополнение к этому, многие стандартные библиотечные классы снабжены возможностью подключать пользовательские реализации аллокаторов вместо системных. Отмечается, что стандартные аллокаторы часто основаны на использовании неформализованных языковых тонкостей и поэтому они вызывают наибольшее количество проблем при обеспечении кроссплатформенной переносимости кода.

## Синтаксис
Тип значения аллокатора определяет тип того объекта, под хранения которого выделяется память. Если данным типом является T, то вызов функции-члена allocate(n) позволяет сформировать запрос на выделение пространства в машинной памяти для хранения n объектов типа T.
После объявления и выделения памяти объекты с нестандартным аллокатором не отличаются от остальных объектов, однако смешивать их друг с другом настоятельно не рекомендуется из-за непредсказуемых последствий. Для идентификации объектов с разными типами распределения памяти можно пользоваться стандартными функциями доступа к аллокаторам get_allocator() в комбинации с операцией сравнения ==.